# Skademark

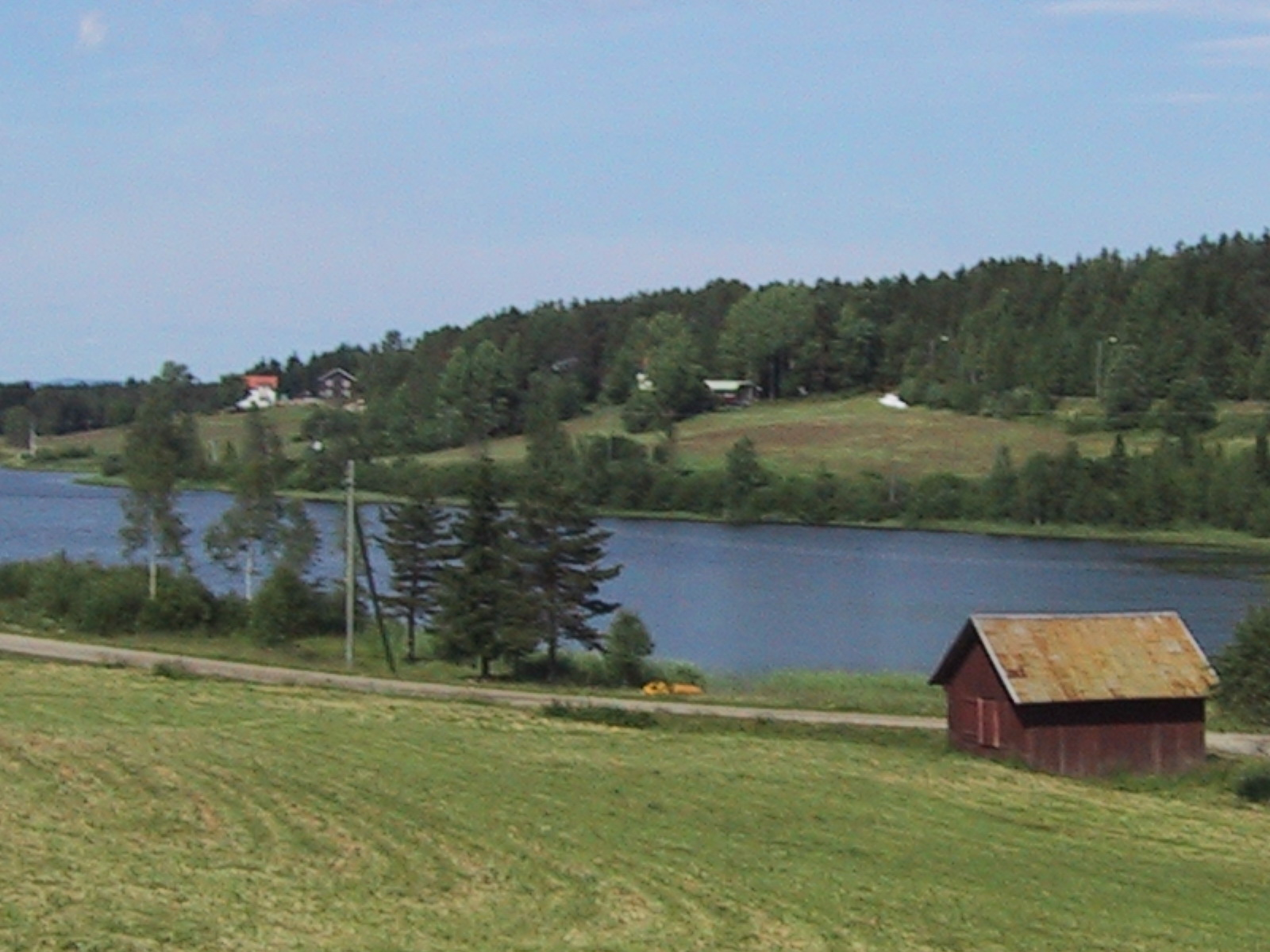

Skademark är en by i Örnsköldsviks kommun, strax söder om gränsen till Västerbottens län. Skademark ligger i Grundsunda socken och är en av de äldsta byarna i Örnsköldsviks kommun.
Kartor och bevarade dokument visar att byn fanns redan under 1300-talet. I början av 1960-talet fanns Sveriges minsta skola i byn med totalt 4 elever. 2003 lades det sista aktiva jordbruket ner. 2006 bor omkring 13 bofasta familjer i byn. Under sommaren tillkommer ett antal sommarboende. Under sommaren 2010 har det även bedrivits café i ett tidigare ödetorp.
Centralt i byn ligger Skademarkssjön (Hemsjön). 
I landskapet kring byn finns flera fiskevatten, såsom Husån och Saluån. Därtill kommer flera olika naturtyper, bland annat där Husån rinner igenom den försumpade och fågelrika Västersjön. Det finns även vidsträckta myrar och förekomst av utter, främst i Saluån.